# Antonin Svoboda

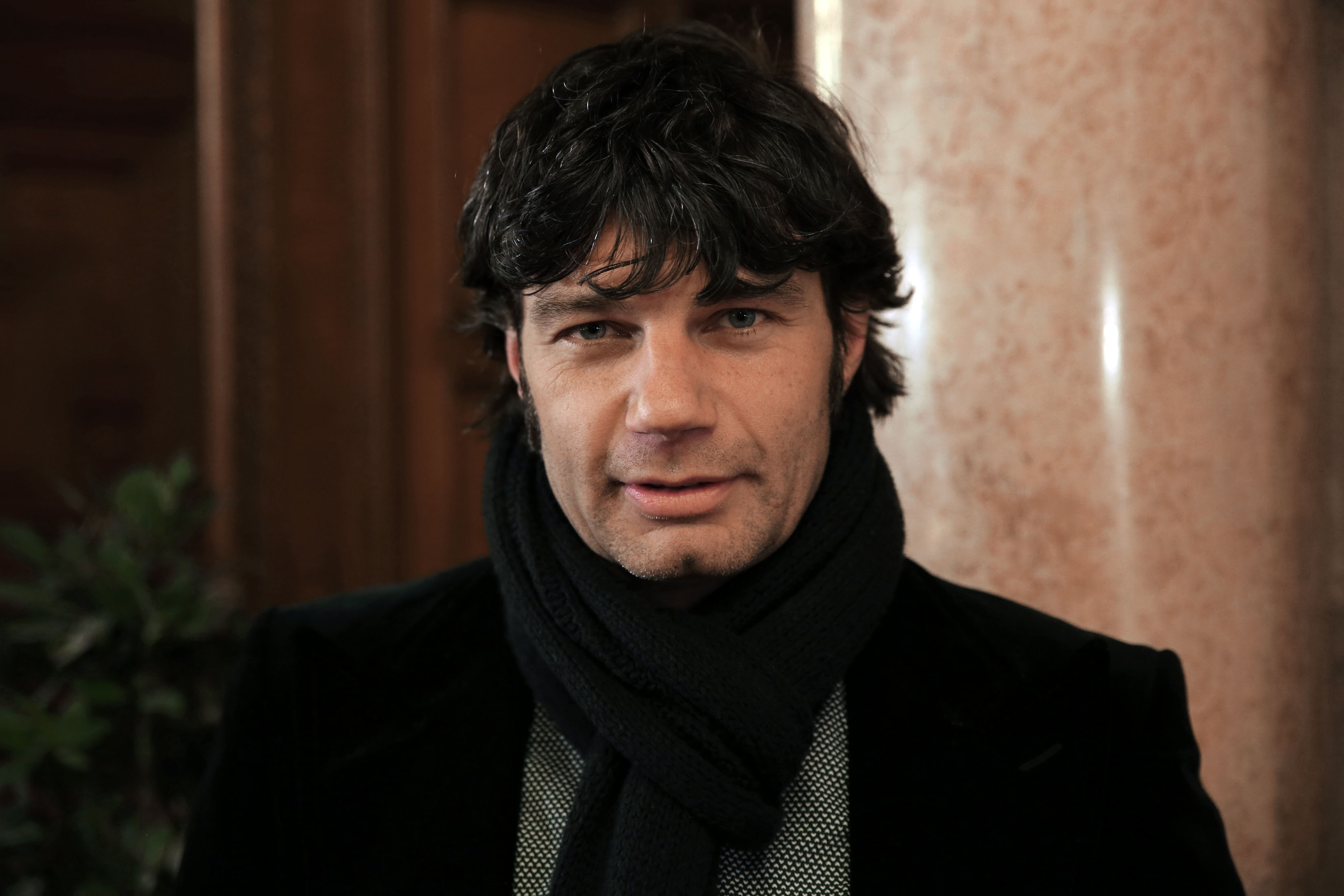
Antonin Svoboda (2013)

Antonin Svoboda (* 1969 in Wien) ist ein österreichischer Filmregisseur und -produzent.

## Leben
Svoboda studierte von 1988 bis 1990 Kunstgeschichte und Theaterwissenschaft an der Universität Wien. Von 1991 bis 1997 studierte er Regie an der Filmakademie Wien und gründete 1999 gemeinsam mit seinen Studienkollegen Barbara Albert, Jessica Hausner und Martin Gschlacht die coop99 Filmproduktion. Er inszenierte Kurzfilme, Social- und Werbespots, bevor er sich mit Spiele Leben (2005) und Immer nie am Meer (2007) auch als Langspielfilmregisseur einen Namen machte.
Antonin Svoboda ist mit der Filmeditorin Joana Scrinzi verheiratet, mit der er zwei gemeinsame Kinder hat.
Aus einer Beziehung mit der Regisseurin und Drehbuchautorin Mirjam Unger entstammt die 1995 geborene gemeinsame Tochter Maya Unger, die als Schauspielerin tätig ist.

## Filmografie
Langspielfilme (Regie):
- 2005: Spiele Leben
- 2007: Immer nie am Meer

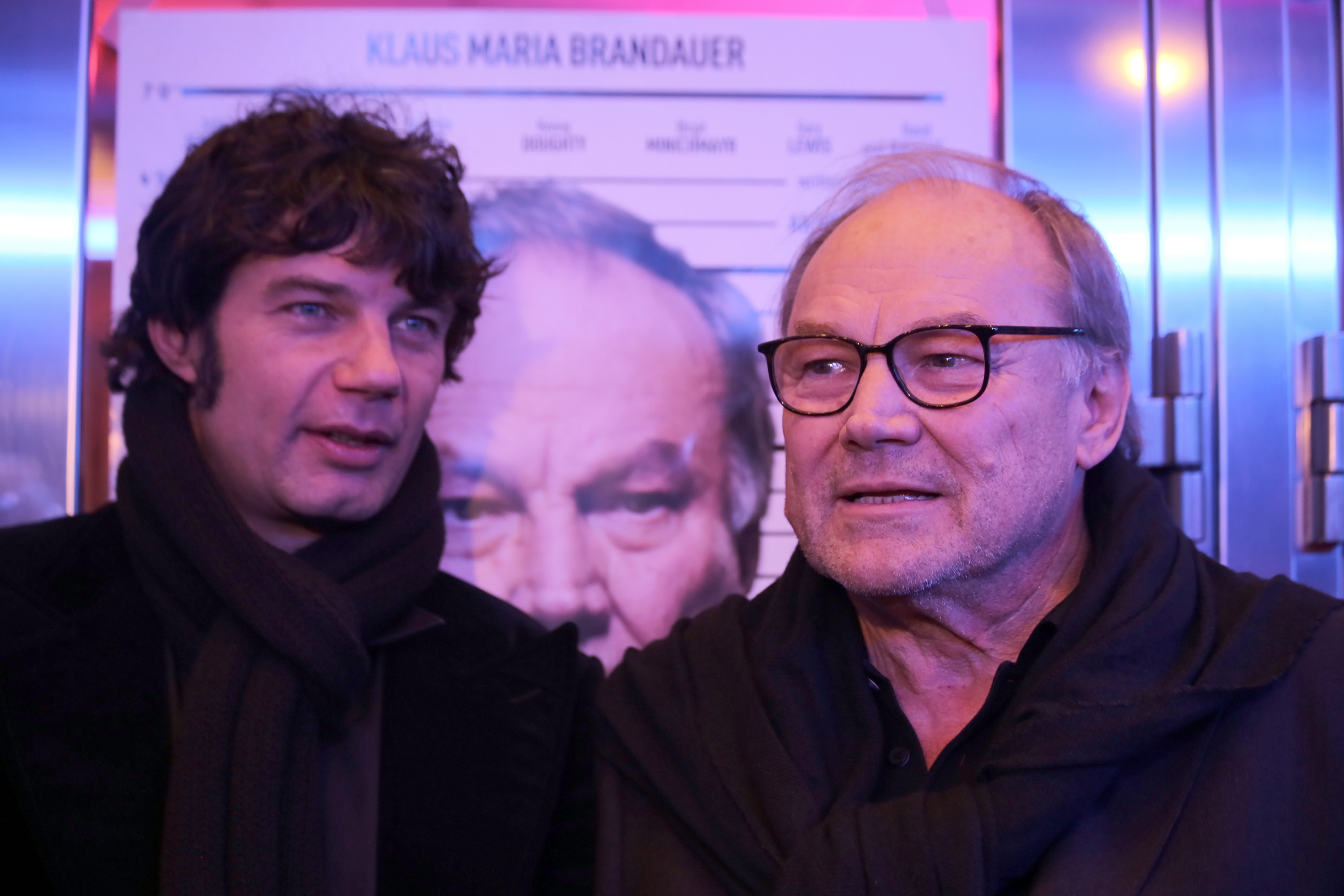
Svoboda mit Hauptdarsteller Klaus Maria Brandauer bei der Premiere von The Strange Case of Wilhelm Reich (2012)

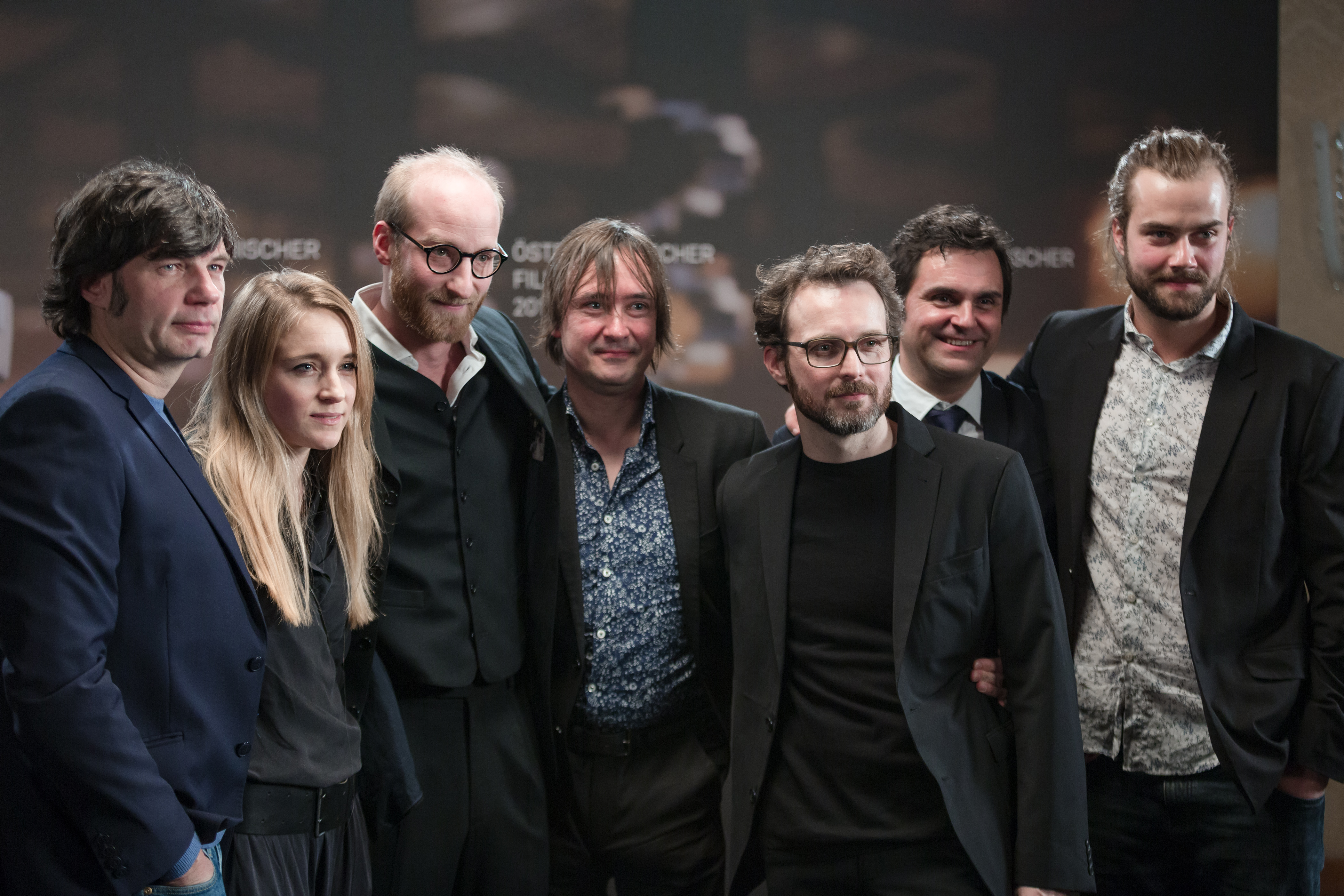
Svoboda mit einem Teil des Filmteams von Kater (2017)

- 2012: The Strange Case of Wilhelm Reich
- 2015: Drei Eier im Glas
- 2024: Persona Non Grata

Lange Dokumentarfilme:
- 2017: Nicht von schlechten Eltern (Cry Baby, Cry)

als Produzent:
- 2001: Lovely Rita (Regie: Jessica Hausner)
- 2004: Die fetten Jahre sind vorbei (Regie: Hans Weingartner)
- 2009: Pepperminta (Regie: Pipilotti Rist)
- 2014: Amour Fou (Regie: Jessica Hausner)
- 2016: Kater (Regie: Klaus Händl)
- 2017: Tiere (Regie: Greg Zglinski)
- 2017: Teheran Tabu (Regie: Ali Soozandeh)
- 2017: Western (Regie: Valeska Grisebach)
- 2017: Auf der Suche nach Oum Kulthum (Looking for Oum Kulthum) (Regie: Shirin Neshat)
- 2020: Quo Vadis, Aida? (Regie: Jasmila Žbanić)
- 2021: Me, We (Regie: David Clay Diaz)
- 2024: Persona Non Grata

Kurzfilme (Drehbuch und Regie):
- 1995: Betongräser (Kurzspielfilm, 23 min., 35 mm, Farbe)
- 1996: Karl wie Karlsplatz (Dokumentarfilm, 40 min., 16 mm, S/W)
- 1996: Mah Jongg & Die Frisur des Paten (35 min., 35 mm, Farbe)
- 1997: Große Ferien (40 min., 35 mm, Farbe)

Social- und Werbespots:
- 1998: Succo Justo (Belangsendung gegen Kinderarbeit in Brasilien)
- 1999: Kindesmissbrauch Österreich (TV-Trailer)
- 2000: Anti-Kindersextourismus-Kampagne
- 2000: Maya (FM4-Kinotrailer)
- 2001: Nachtvorstellungen (10 min. für ORF – „Kunststücke Neu“)

## Auszeichnungen
- 1995: österreichisches StudentInnenfilmfestival: Bester Film für Betongräser
- 1997: österreichisches StudentInnenfilmfestival: Spezialpreis der Jury für Karl wie Karlsplatz
- 1998: Festival Angers: Prix Special LVT d’Ecole Européen für Große Ferien
- 2005: Deutscher Filmpreis in Silber für Die fetten Jahre sind vorbei (als Produzent der coop99)